# Arquipélago da Madeira
O arquipélago da Madeira constitui um conjunto de ilhas de Portugal, situado no oceano Atlântico. É formado por um total de três ilhas e dois ilhéus, das quais as duas principais e duas secundárias as únicas habitadas a título permanente são as ilhas da Madeira e de Porto Santo, a Selvagem Grande e Selvagem Pequena. Política e administrativamente, o arquipélago constitui atualmente a Região Autónoma da Madeira. O Arquipélago tem como presidente do Governo Regional Miguel Albuquerque.

## Localização
O arquipélago da Madeira situa-se no oceano Atlântico entre 30° e 33° de latitude norte, a 978km a sudoeste de Lisboa e a cerca de 700 quilómetros da costa africana, quase à mesma latitude de Casablanca, relativamente perto do estreito de Gibraltar. Apesar de ser considerado normalmente um território europeu, geograficamente o arquipélago situa-se já na plataforma continental de África. O seu vizinho marítimo mais próximo é o arquipélago espanhol das Canárias.
De origem vulcânica, é formado por: 
- Ilha da Madeira (740,7 km²);
- Ilha de Porto Santo (42,5 km²);
- Ilhas Desertas (14,2 km²) - três ilhas desabitadas, uma das quais é sazonalmente habitada;
- Ilhas Selvagens (3,6 km²) - duas ilhas habitadas e 17 ilhéus desabitados.

Das três ilhas, apenas as duas maiores (Madeira e Porto Santo) são habitadas, tendo, como principais acessos, o Aeroporto da Madeira no Funchal e o do Porto Santo. Por via marítima, o Funchal possui um porto que recebe vários navios, principalmente cruzeiros; e as restantes ilhas são habitadas por vigilantes da natureza, biologos e polícia marítima que protegem estas reservas naturais.

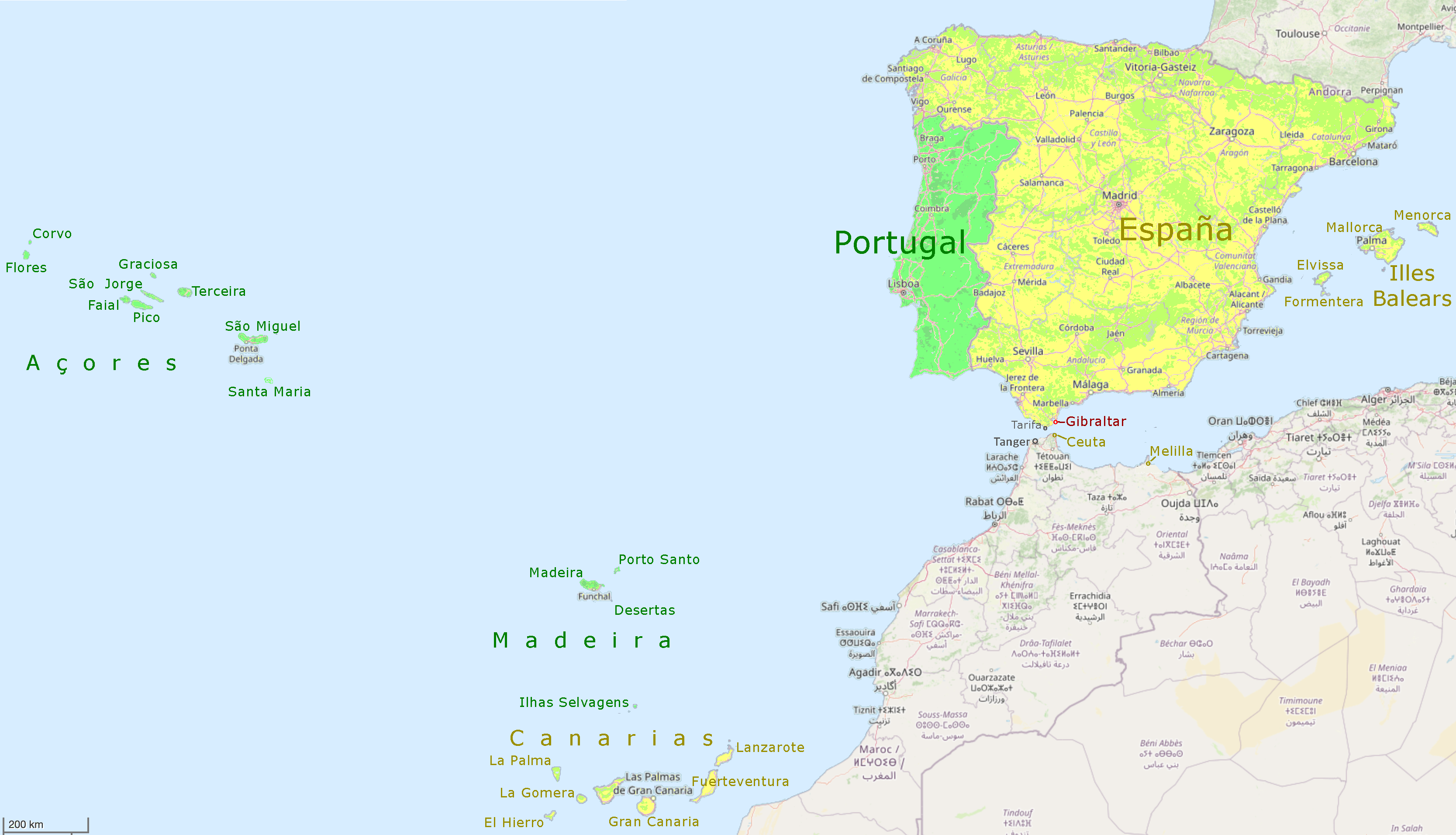
Os arquipélagos portugueses e espanhóis

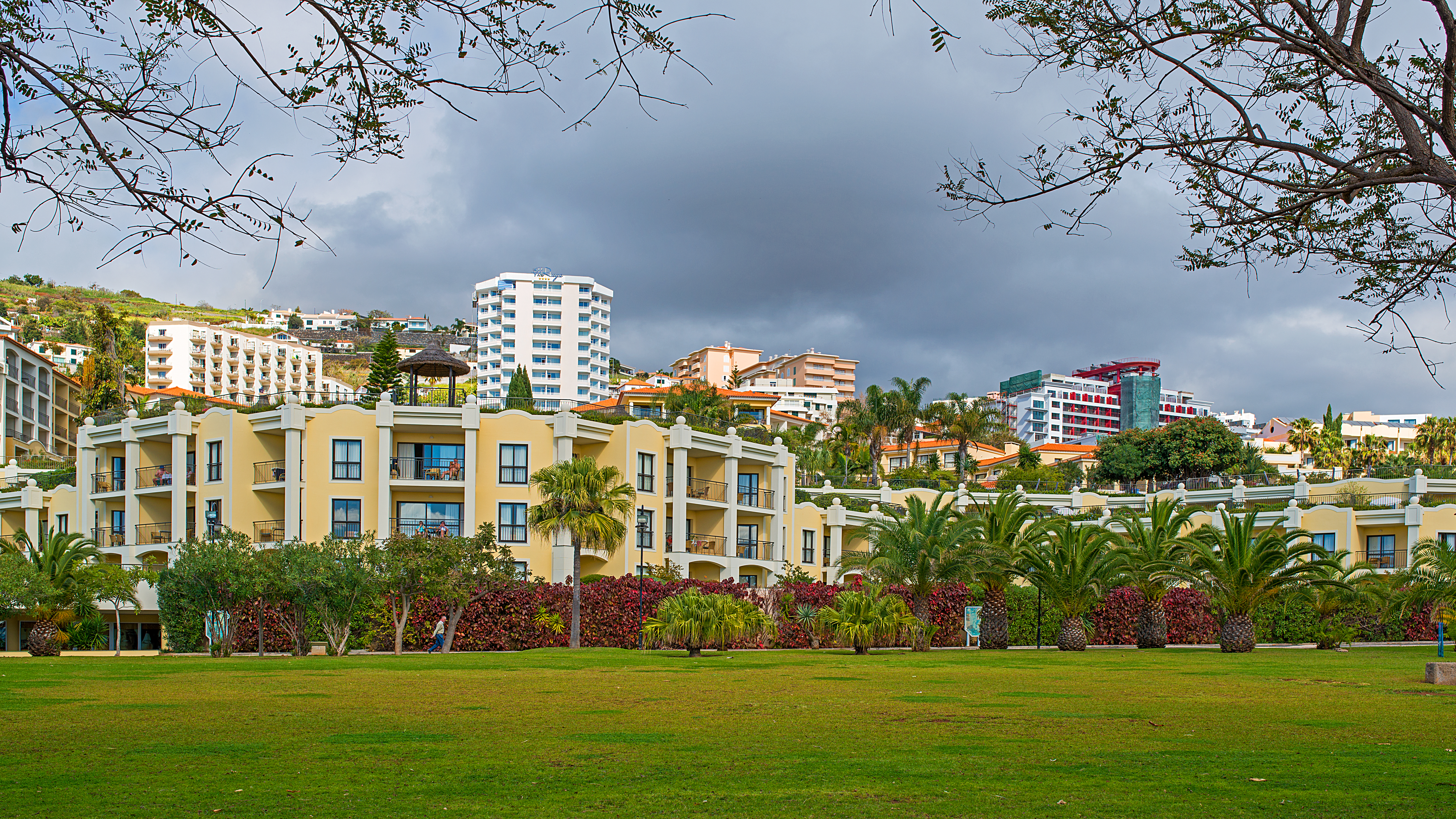
Lido, São Martinho

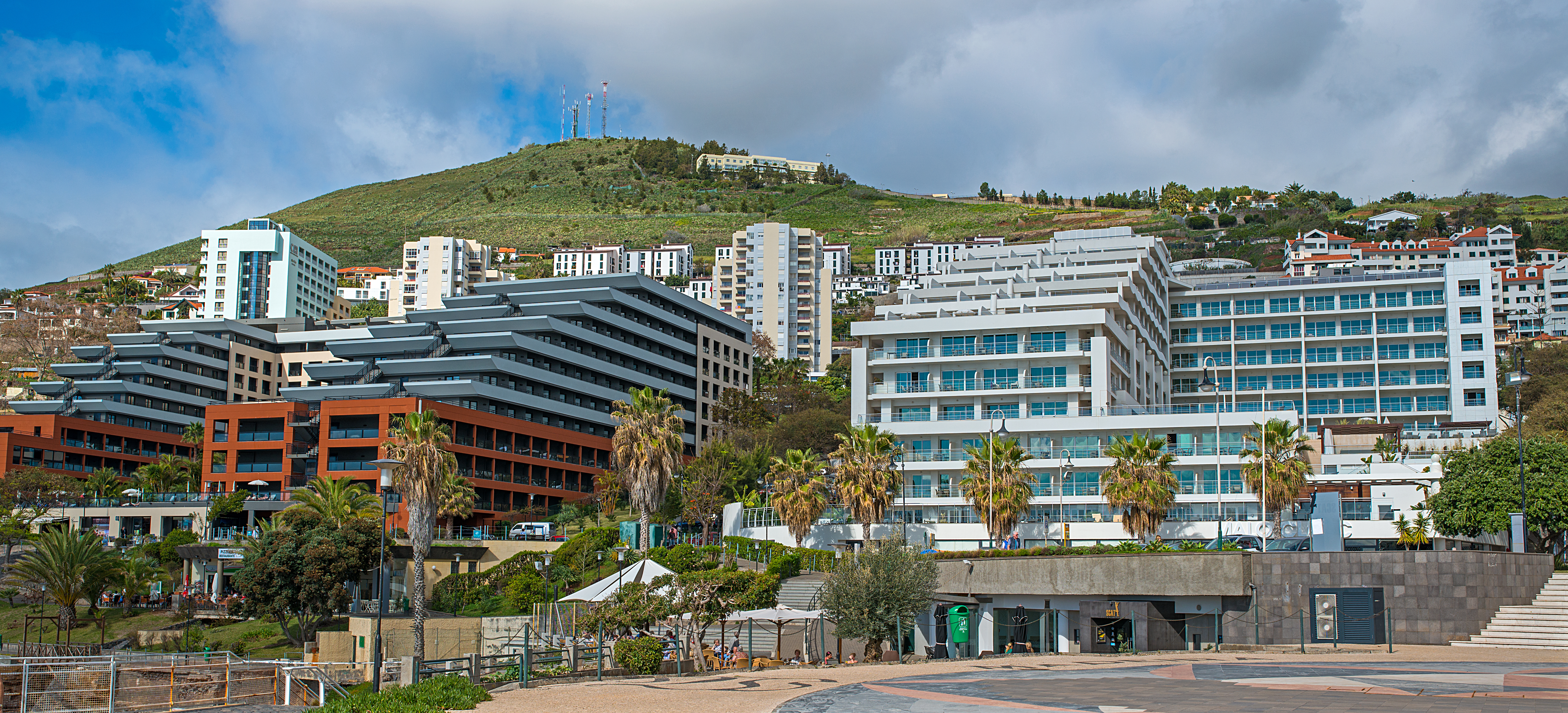
Hotéis no Lido, localidade hoteleira do Funchal

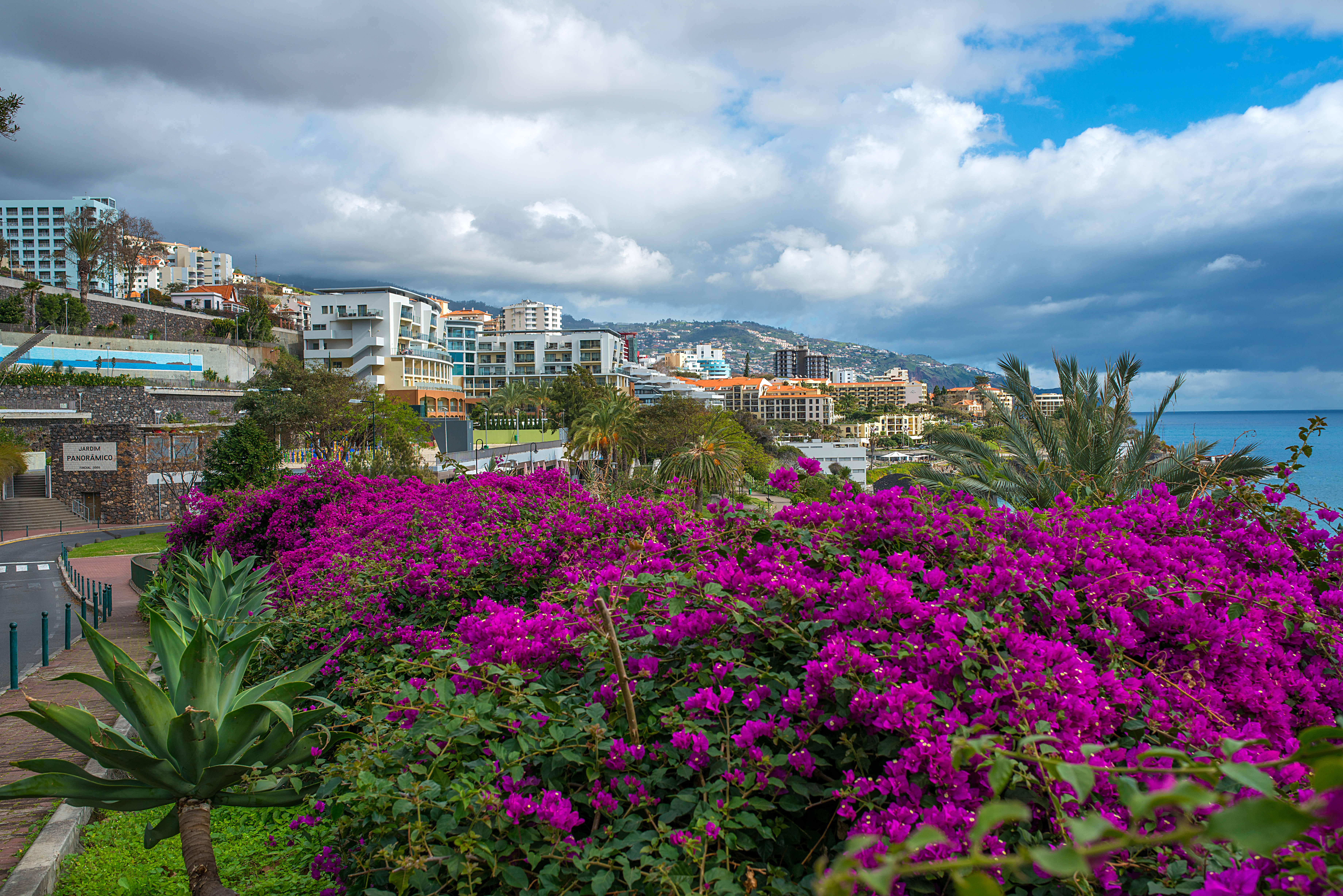
Promenade no Funchal mais conhecida como Passeio Marítimo

## Território e clima
O território do arquipélago contém duas ilhas principais: a ilha da Madeira e a ilha do Porto Santo; além destas, existem dois grupos de ilhas desabitadas, as ilhas Desertas e as Selvagens.
A ilha da Madeira possui uma orografia bastante acidentada, sendo os pontos mais altos o pico Ruivo (1862 m), Pico das Torres (1851 m) e o pico do Arieiro (1818 m). A costa norte é dominada por altas arribas e na parte ocidental da ilha surge uma região planáltica, o Paul da Serra (1300–1500 m).
O relevo, bem como a exposição aos ventos predominantes, fazem com que na ilha existam diversos micro-climas o que, aliado ao exotismo da vegetação, constitui um importante factor de atracção para o turismo, principal actividade da região. A precipitação é mais elevada na costa norte do que na costa sul. Não existem grandes variações térmicas durante todo o ano mantendo-se o clima ameno.
A ilha do Porto Santo, por outro lado, tem uma constituição geomorfológica completamente diferente à da ilha da Madeira. Muito plana, apresenta um revestimento vegetal ralo com solos pobres pouco aptos para a agricultura. Possui uma praia de areia fina e dourada com 9 km de extensão de origem orgânica (calcário), ao contrário das praias de Portugal continental que são de origem siliciosa (inorgânica), e constitui uma estância de turismo cada vez mais explorada regional, nacional e internacionalmente. Esta ilha apresenta alguns picos, sobretudo a norte, sendo o Pico do Facho (517 m) o ponto de maior altitude.

## Geomorfologia
O arquipélago da Madeira faz parte da Macaronésia e está situada na placa Africana. Localiza-se num extremo da cadeia montanhosa (submarina) Tore , sentido NE/SO. Considera-se um ponto quente, daí a sua natureza vulcânica e a direção NE que o arquipélago desenha.
De maneira sumária, o arquipélago tem a sua génese durante a criação do Atlântico Norte, começando a desenvolver-se durante o período Cretácico, há aproximadamente 130 milhões de anos.
A ilha do Porto Santo foi a primeira a formar-se, há 19 milhões de anos, durante o Mioceno, emergindo 11 milhões de anos depois (há 8 milhões de anos). A mais recente é a ilha da Madeira, com a mesma data de formação, tendo emergido durante a transição do Mioceno para o Plioceno, há aproximadamente 5 milhões de anos, apresentando atualmente um relevo menos erosionado que as restantes ilhas.
Desde a sua emersão até agora, podem salientar-se cinco fases relacionadas com o vulcanismo da sua formação, particularmente visíveis em diversos pontos da ilha da Madeira:
- Formação base, caracterizada por grandes erupções e expulsão de material, que terminou há 3 milhões de anos.
- Formação da periferia, onde se verifica a diminuição significativa das condições anteriores, com a formação de alguns diques e planaltos, que terminou há 740 mil anos.
- Formações das zonas altas, marcadas pela continuação da expulsão de material piroclástico e formação das falésias das costas norte e sul, que oscilam entre os 400 e 900m. Esta etapa que terminou há aproximadamente 620 mil anos.
- Formações dos basaltos do Paul da Serra devido a uma fenda na Bica da Cana há 550.000 anos.
- Erupções recentes, que praticamente definem as ilhas. Os fluidos magmáticos mais recentes situam-se nesta fase, que terminou há 6500 anos.

O constante vulcanismo, agregado à erosão e a movimentos tectónicos, moldaram as diferentes ilhas do arquipélago no que elas são hoje, dando-lhe a orientação que tem, coincidente com o movimento da placa africana.